# کاستلئونه دی سواسا
کاستلئونه دی سواسا (به ایتالیایی: Castelleone di Suasa) یک کومونه در ایتالیا است که در استان آنکونا واقع شده‌است.
 کاستلئونه دی سواسا ۱۵ کیلومتر مربع مساحت و ۱٬۷۲۳ نفر جمعیت دارد و ۲۰۶ متر بالاتر از سطح دریا واقع شده‌است.